# Mirko Crepaldi
Mirko Crepaldi, né le 11 juin 1972 à Contarina, hameau de la commune de Porto Viro (Vénétie) et mort le 28 décembre 2019 dans la même commune, est un coureur cycliste italien.
Coéquipier de Luc Leblanc puis de Richard Virenque chez Polti, il termine quatre Tour de France consécutifs entre 1997 et 2000.

## Palmarès sur route
- 1994
  - Gran Premio San Gottardo
  - Medaglia d'Oro Fiera di Sommacampagna

## Résultats sur les grands tours

### Tour de France
4 participations :
- 1997 : 123e
- 1998 : 75e
- 1999 : 120e
- 2000 : 94e

### Tour d'Espagne
3 participations :
- 1995 : 91e
- 1998 : abandon (3e étape)
- 2000 : abandon (10e étape)

### Tour d'Italie
2 participations :
- 1996 : abandon (17e étape)
- 1997 : 79e

## Palmarès sur piste

### Coupe du monde
- 1999
  - 2e de la poursuite par équipes à Fiorenzuola d'Arda

### Championnats nationaux
- 1992
  -  Champion d'Italie de course aux points amateurs